# Corazón
Corazón är ett berg i Ecuador.   Det ligger i provinsen Pichincha, i den centrala delen av landet, 40 km söder om huvudstaden Quito. Toppen på Corazón är 4 790 meter över havet, eller 987 meter över den omgivande terrängen. Bredden vid basen är 11,9 km.
Terrängen runt Corazón är bergig åt nordväst, men åt sydost är den kuperad. Runt Corazón är det ganska glesbefolkat, med 38 invånare per kvadratkilometer. Närmaste större samhälle är Machachi, 10,6 km öster om Corazón. Trakten runt Corazón består i huvudsak av gräsmarker.